# Ups! Arka odpłynęła
Ups! Arka odpłynęła – film animowany (animacja 3D) z 2015 roku. Film swobodnie bazuje na biblijnej historii o potopie i Arce Noego. 
Oryginalny tytuł Ooops! Noah Is Gone... (alternatywnie: All Creatures Big and Small (USA) oraz Two by Two (Wielka Brytania i Irlandia)).

## Treść
Zbliża się potop. Grupa zwierząt, które nie dostały się do Arki, próbują na własną rękę szukać ocalenia.

## Obsada (głosy)
- Callum Maloney - Finny Nestrian
- Elle Fanning - Leah Grymp
- Douglas Booth - Dave / Pan Gryf / Piesek preriowy
  - Dermot Magennis - Dave / Pan Gryf / Piesek preriowy (irlandzki dubbing)
- Amy Grant - Hazel Grymp  
  - Tara Flynn - Hazel (irlandzki dubbing)
- Paul Tylak - Obesey / Stayput / Szympans
- Aileen Mythen - Pani Gryf / Flamingo / Małgocha / Strażniczka
- Martin Sheen - Lew
  - Alan Stanford - Lew  (irlandzki dubbing)